# Gennep
Gennep – miasto holenderskie leżące w Limburgii, w południowo-wschodniej części państwa. W 2005 roku na obszarze 50.4 km² mieszkało 16 816 mieszkańców.
To leżące 18 km od Nijmegen miasto otrzymało prawa miejskie w roku 1371. Przez całe wieki miasto Gennep było częścią Księstwa Kleve, a do Holandii należy dopiero od 1815 roku.